# Acura RL
Acura RL (яп. アキュラ・RL) — полноразмерный седан, выпускавший японской компанией Acura с 1996 по 2012 годы в двух поколениях. RL пришел на смену в модельном ряду автомобилю Acura Legend, и в 2013 году сам был сменен моделью Acura RLX. В Японии все три модели продавались как Honda Legend. Название RL расшифровывается как «утонченная роскошь» (англ. Refined Luxury).
Первое поколение Acura RL являлось значительно переработанной версией третьего поколения Honda Legend, и впервые было представлено на североамериканском рынке в 1996 году, сменив там второе поколение Acura Legend. В основу второго поколения Acura RL, в свою очередь, легло четвёртое поколение Honda Legend. Эти автомобили появились на североамериканском рынке в сентябре 2004 года. Впоследствии, в 2009 модельном году автомобиль получил значительный фейслифтинг, и обновление в 2011 году. Третье поколение автомобиля было представлено в 2013 году как Acura RLX.

## Первое поколение
В 1996 году Acura представила модель Acura 3.5RL, имевшую также внутреннее обозначение «KA9». Acura убрала название Legend для своих моделей после проведенного исследования рынка, которое показало, что потребители знакомы с продуктами Acura, и поэтому не обязательно было связывать названия моделей с Honda.

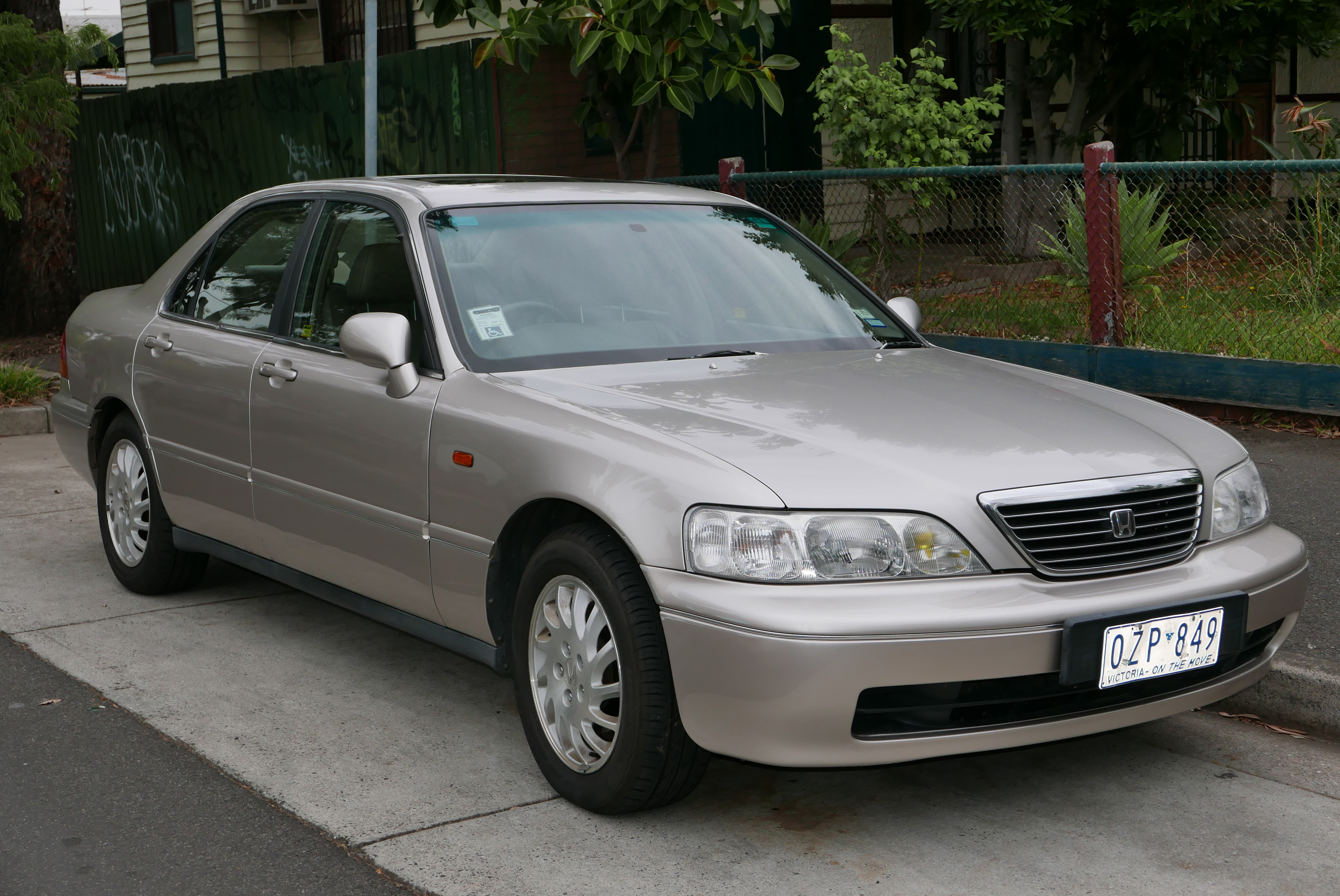
Седан Honda Legend, 1998

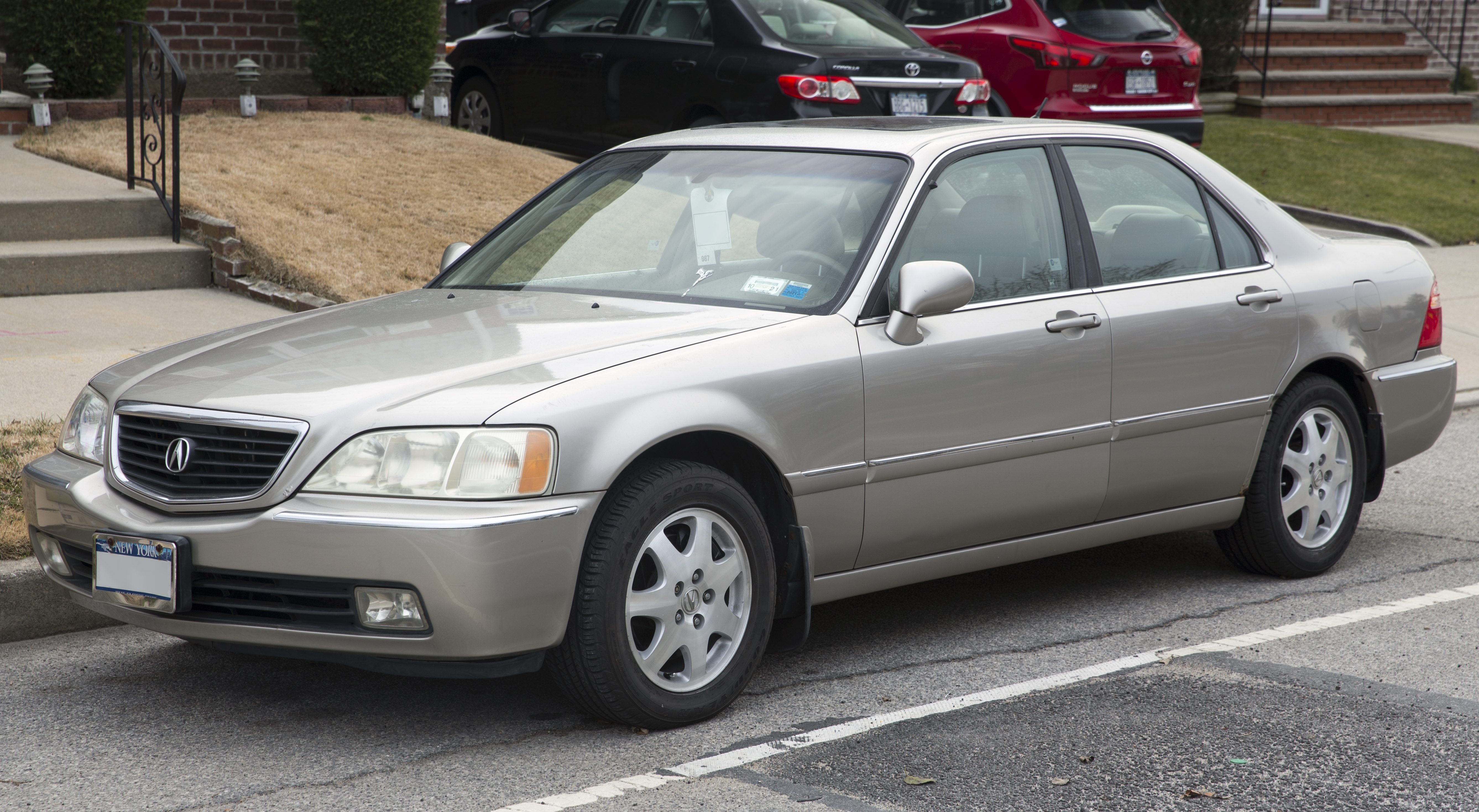
Седан Acura RL

Автомобиль получил продольно установленный двигатель конфигурации V6, что отличало его от большинства переднеприводных автомобилей, в которых двигатель устанавливался поперечно. Такая компоновка позволила уменьшить радиус разворота и облегчить маневренность в городе, а также получить распределение веса между передней и задней осями 56/44.
В конце 1998 года автомобиль прошел фейслифтинг, с интегрированными противотуманными фарами, обновленными бамперами и капотом, также появились подушки безопасности для водителя и переднего пассажира. Подвеска стала жестче, стали доступны новые легкосплавные диски.
В 1999 году был обновлен и салон. В частности, появился большой экран для системы навигации, карты к которой просматривались через DVD-диски. В 2001 году стали доступны спортивно настроенная подвеска и форсированный двигатель, мощность которого была повышена до 225 л. с. (168 кВт) и крутящий момент 313 Нм. Тогда же для моторного отсека была добавлена дополнительная шумоизоляция. В 2002 году была обновлена оптика, сменился дизайн легкосплавные дисков. Модель 2004 года стала первым серийным седаном со спутниковым радио в базовой комплектации.

Двигатель, устанавливавшийся между 1996 и 2004 годами был последним в линейке Acura, не использовавший систему с изменяемыми фазами газораспределения VTEC. Этот двигатель V6, объёмом 3,5 литра, называвшийся C35A, был последним в серии Honda C, используемых на автомобилях Honda и Acura. Он был сменен более новыми двигателем Honda J конфигурации V6. Также, в 2004 году модель перестала использовать цифровое обозначение объёма двигателя в названии.

## Второе поколение

### 2005 (KB1)
Автомобиль в новом поколении, получивший внутреннее обозначение «KB1», появился в конце 2004 года как 2005 модельный год. Несмотря на так и не появившийся под капотом двигатель V8, автомобиль получил сложную систему полного привода Acura, названную «супер управляемой системой полного привода» (SH-AWD). Она работает с активным дифференциалом задней оси и регулирует тяговое усилие для улучшения управляемости автомобиля. Эта система похожа на «ATTS», появившуюся в 1997 году на Honda Prelude SH. На 2004 год, SH-AWD была первой системой полного привода, распределяющей мощность не только между осями, но и между задними колёсами, используя технологию, названную векторизацией крутящего момента. Автомобиль может направить до 70 % крутящего момента на задние колеса, при этом 100 % из них может быть обращено к одному из колёс. В сочетании со специально разработанной планетарной передачей, которая может в повороте увеличивать скорость привода задних колес до 5 %, по сравнению с передними, повышенный крутящий момент увеличивает и эффективность рулевого управления. Этот процесс можно сравнить с управлением обычной весельной лодкой: если в повороте грести внешним веслом активнее, чем внутренним, это приведет к быстрому повороту с минимумом недостаточной поворачиваемости, характерной для транспортных средств с тяжелой передней частью.

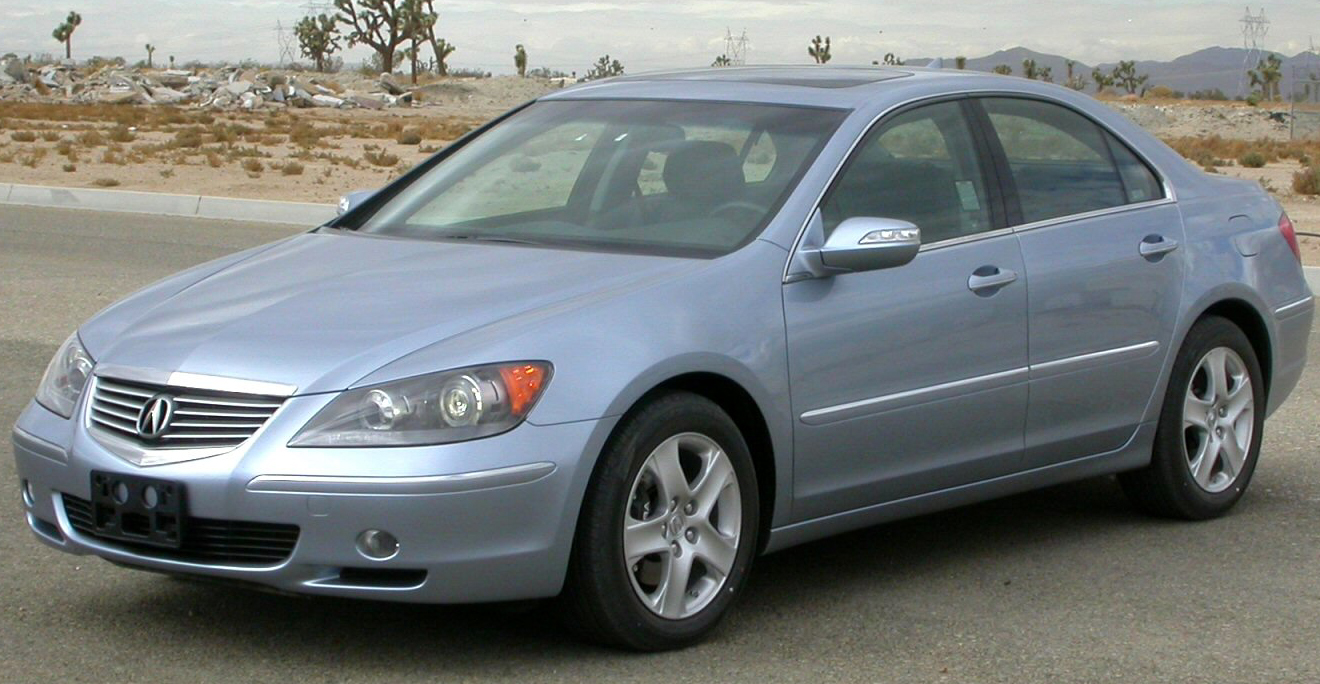
Седан Acura RL, 2005

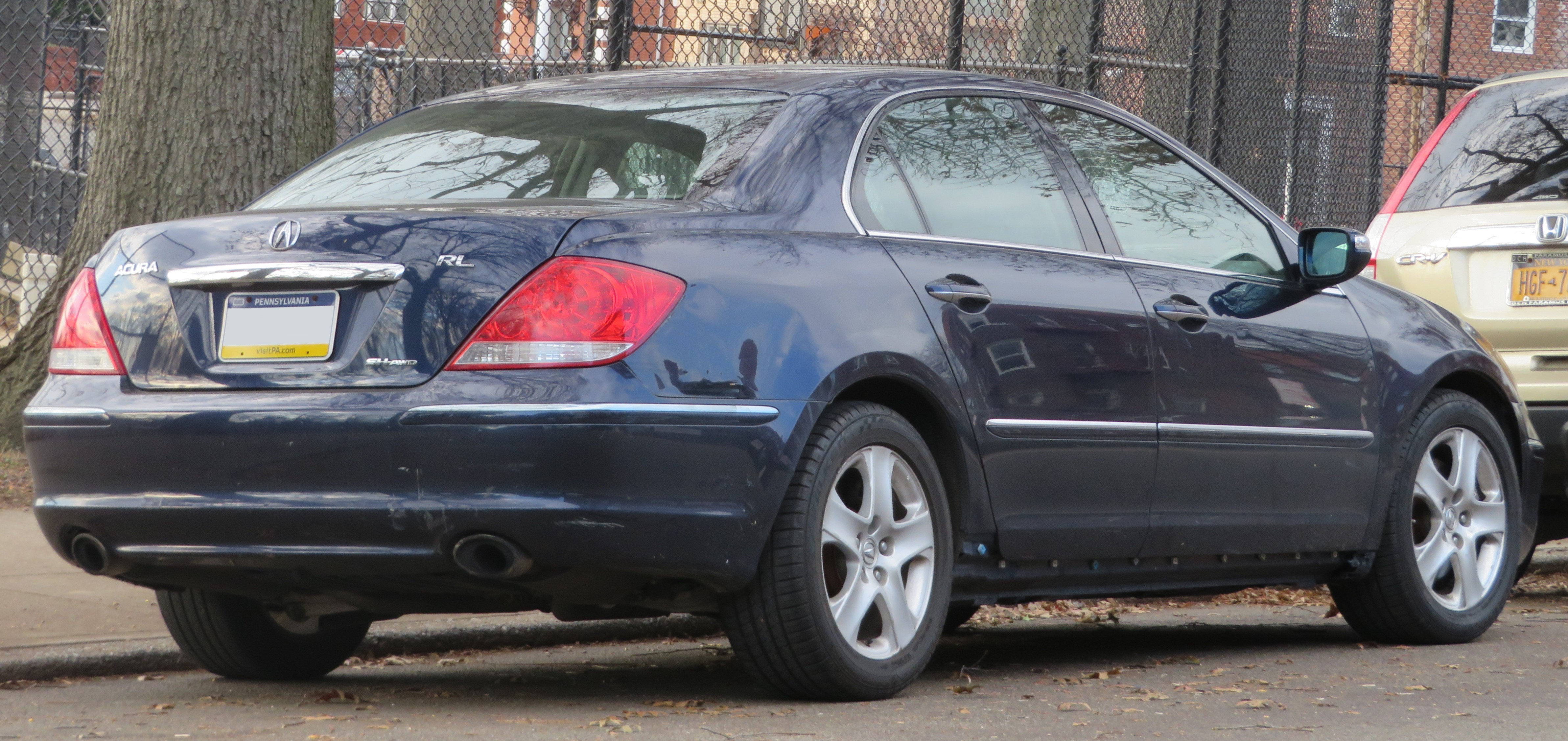
Acura RL, 2007

Во втором поколении RL использует более новый двигатель серии J объёмом 3,5 литра SOHC VTEC, выдающий 300 л. с. (224 кВт; позже понижена до 290 л. с. (220 кВт) в связи с новыми процедурами тестирования SAE). Для придачи автомобилю более спортивного характера, были применены сервопривод Drive-by-Wire и пятиступенчатая секвентальная автоматическая коробка передач с подрулевыми переключателями.
Впервые для RL были использованы алюминиевые четырёхпоршневые передние тормозные суппорта на 12,6-дюймовых чугунных вентилируемых передних дисках. Эти суппорта, взятые от гоночных автомобилей, являются чрезвычайно жесткими. Сзади, 12,2-дюймовые чугунные вентилируемые диски работают с однопоршневыми алюминиевыми тормозными суппортами. На автомобиль устанавливались уникальные пятиспицевые 17-дюймовые легкосплавные диски и всесезонные шины Michelin Pilot HX MXM 4 245/50-R-17 98V. По сравнению первым поколением эти колёса стали на один дюйм больше в диаметре, и шины на 20 мм шире.
На модели 2005 года появилась система доступа без ключа, позволяющая водителю блокировать двери автомобиля прикоснувшись к дверной ручке, без использования непосредственно ключа или дистанционного пульта. Аудиосистема в салоне включила десять динамиков от Bose. Технология подавления шумов Bose AudioPilot анализирует фоновый шум и повышает звуковой сигнал.
Спутниковое радио, с интегрированной технологией управления через Bluetooth, обладает возможностью распознавания голоса с более чем 560 голосовыми командами для управления навигационной системой и дисплеем, беспроводным телефоном, аудиосистемой, системой отопления и вентиляции. Системы отопления и кондиционирования связаны с датчиком света и GPS позиционированием, поэтому температура в салоне остаётся постоянной в любой ситуации. На основании положения солнца и ориентации автомобиля, система может автоматически подавать дополнительное охлаждения при движении на солнце и наоборот.
Среди других новых опций RL можно отметить активную систему головного освещения, направляющую световой поток с поворотом рулевого колеса. Светодиоды (LED) заменили традиционные лампы сзади и на указателях поворота, встроенных в корпуса боковых зеркал, а также в освещении салона. Также в модели 2005 года были использованы нетипичные для своей ценовой категории материалы. Среди них алюминиевый капот, передние крылья, крышка багажника и рама, передний и задний подрамники, рычаги подвески. Детали из магния были использованы во впускном коллекторе. Эта модель RL обладала очень низким коэффициентом аэродинамического сопротивления 0,29.
В 2009 году Acura RL пережила рестайлинг. Кроме обновленного дизайна машина получила новый мотор V6 3.7 мощностью 300 л. с., перенастроенную подвеску и новые опции.